# Harry Benjamin
Harry Benjamin (12 de janeiro de 1885 –  24 de agosto de 1986) foi um sexólogo de origem alemã radicado nos Estados Unidos. É principalmente conhecido por ser o pioneiro no trabalho com a transgeneridade e transexualidade.

## Biografia
Harry Benjamin nasceu em Berlin. Obteve o título de doutorado em medicina em 1912 em Tübingen com uma dissertação sobre tuberculose. Apesar se sua formação em infectologia, interessava-se por medicina sexual. Publicou vários artigos sobre medicina sexual em periódicos especializados e o livro The Transsexual Phenomenon' em 1966.

## Estudos da transexualidade
Em 1948, em São Francisco, Benjamin foi consultado por Alfred Kinsey, um reconhecido professor em sexologia, para avaliar o caso de uma jovem atribuída ao sexo masculino ao nascer, de identidade de género feminina, que "desejava transformar-se em mulher". A sua mãe buscava ajuda médica a fim de não frustrar a filha. Kinsey encontrou a paciente em suas entrevistas que originaram o livro Sexual Behavior in the Human Male que foi publicado naquele ano. O caso era diferente de todos os casos conhecidos anteriormente tanto por Kinsey e também por Benjamin. Tal jovem fez Benjamin rapidamente entender que havia uma diferença clara entre este caso e a travestibilidade, única condição associada na época para adultos que manifestavam o desejo de travestir-se.[carece de fontes?]
Considerando que os psiquiatras com quem Benjamin mantinha contatos divergiam na forma de tratamento, ele decidiu tratar a pessoa com estrogênio (Premarin, hormônio feminino introduzido em 1941), que diminuiu as angústias da paciente e sua mãe. O contato com ela foi descontinuado antes que Benjamin pudesse acompanhar o progresso do tratamento. Benjamin continuou a refinar seu entendimento, introduzindo o termo 'transexual' em 1954 (cunhado em 1923 por Magnus Hirschfeld), decidindo por tratar pacientes, com a assistência de colegas cuidadosamente selecionados de várias disciplinas (como o psiquiatra John Alden, a electrologista Martha Foss em São Francisco e o cirurgião plástico Jose Jesus Barbosa em Tijuana).[carece de fontes?]
Várias centenas de pacientes com necessidades semelhantes foram atendidos de forma gratuita. Tais pacientes consireravam-no como um homem de enorme carinho, respeito e bondade. Muitos deles mantinham contato com ele até sua morte.[carece de fontes?]

## Psiquiatria
Em contraposição ao entendimento de vários psiquiatras sobre as pessoas trans, Benjamin, como médico, acreditava nas origens de desordens endócrinas e hormonais, sendo o tratamento psiquiátrico de pouca ajuda. Em encontro com Sigmund Freud em Viena, sugeriu que algumas disforias de género poderiam ter origem em desordens das glândulas endócrinas.